# Ogy (Mosella)
Ogy è un comune francese di 585 abitanti situato nel dipartimento della Mosella nella regione del Grand Est.

## Società

### Evoluzione demografica
Abitanti censiti